# Oops-Leon

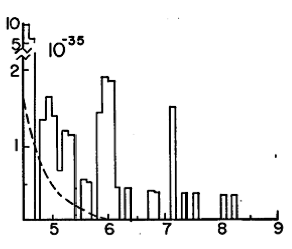
Un grafico che rappresenta il tasso di produzione delle coppie elettrone-positrone rispetto alla massa a riposo (in GeV). Il picco apparente attorno a 6 GeV venne inizialmente identificato come una nuova particella che venne soprannominata Oops-Leon quando poi risultò non esistere.

L'Oops-Leon è il nome dato dai fisici delle particelle a quella che si credeva fosse una nuova particella subatomica "scoperta" al Fermilab nel 1976. La E288 Collaboration, un gruppo di fisici diretto da Leon Lederman che lavoravano al rivelatore di particelle E288, annunciarono che una particella con una massa di circa 6 GeV che decadeva in un elettrone e un positrone, veniva prodotta dall'acceleratore di particelle del Fermilab.
Il nome inizialmente dato alla particella era la lettera greca upsilon (ϒ). Dopo aver raccolto ulteriori dati, il gruppo scoprì che questa particella non esisteva realmente e quindi venne soprannominata da Walter R. Innes "Oops-Leon" la cui pronuncia in lingua inglese è simile a quella di "upsilon", creando un gioco di parole tra l'interiezione "oops" (utilizzata colloquialmente per scusarsi di un errore commesso) e il nome proprio di Lederman, direttore del gruppo di ricerca.
La pubblicazione originale era basata su un apparente picco (risonanza) in un istogramma della massa a riposo delle coppie elettrone-positrone prodotte dalla collisione di protoni con un bersaglio stazionario di berillio, implicando l'esistenza di una particella di massa pari a 6 GeV che si generava e decadeva in due leptoni. Un'analisi ha permesso di evidenziare che c'era "meno di una possibilità su cinquanta" che l'apparente risonanza fosse semplicemente il risultato di una coincidenza.
Dati raccolti successivamente dallo stesso esperimento nel 1977 rivelarono che la risonanza era stata effettivamente una coincidenza. Tuttavia, utilizzando la stessa logica di base e una maggiore certezza statistica, è stata scoperta una nuova risonanza a 9,5 GeV e alla particella venne dato il nome di mesone upsilon.
L'attuale standard comunemente accettato per annunciare la scoperta di una particella è che il numero di eventi osservati sia cinque deviazioni standard (σ) sopra il livello atteso del fondo. Dato che per una distribuzione normale dei dati il numero di eventi cade entro 5σ nel 99,9999% delle volte, questo significa che esiste meno di una probabilità su un milione che una fluttuazione statistica causi la risonanza apparente. In base a questo standard, la "scoperta" dell'Oops-Leon potrebbe non venir pubblicata.